# Блядово (Куявсько-Поморське воєводство)
Блядово (пол. Bladowo) — село в Польщі, у гміні Тухоля Тухольського повіту Куявсько-Поморського воєводства.
Населення — 473 особи (2011).
У 1975-1998 роках село належало до Бидгощського воєводства.

## Демографія
Демографічна структура станом на 31 березня 2011 року:
|          | Загалом | Допрацездатний вік | Працездатний вік | Постпрацездатний вік |
| -------- | ------- | ------------------ | ---------------- | -------------------- |
| Чоловіки | 229     | 58                 | 151              | 20                   |
| Жінки    | 244     | 55                 | 138              | 51                   |
| Разом    | 473     | 113                | 289              | 71                   |